# 鰻鯰科
鰻鯰科是輻鰭魚綱鯰形目的其中一科。

## 分類
鰻鯰科下分10個屬，如下：

### 無齒鰻鯰屬（Anodontiglanis）
- 戴氏無齒鰻鯰（Anodontiglanis dahli）

### 蕁麻鰻鯰屬（Cnidoglanis）
- 大頭蕁麻鰻鯰（Cnidoglanis macrocephalus）

### 闊峽鯰屬（Euristhmus）
- 長尾闊峽鯰（Euristhmus lepturus）
- 小頭闊峽鯰（Euristhmus microceps）
- 小眼闊峽鯰（Euristhmus microphthalmus）
- 裸頭闊峽鯰（Euristhmus nudiceps）
- 砂闊峽鯰（Euristhmus sandrae）

### 擬新鰻鯰屬（Neosiluroides）
- 帕氏擬新鰻鯰（Neosiluroides cooperensis）

### 新鰻鯰屬（Neosilurus）
- 深黑新鰻鯰（Neosilurus ater）
- 短背鰭新鰻鯰（Neosilurus brevidorsalis）
- 科氏新鰻鯰（Neosilurus coatesi）
- 印尼新鰻鯰（Neosilurus equinus）
- 蓋氏新鰻鯰（Neosilurus gjellerupi）
- 格氏新鰻鯰（Neosilurus gloveri）
- 灰黃新鰻鯰（Neosilurus hyrtlii）
- 艾氏新鰻鯰（Neosilurus idenburgi）
- 軟刺新鰻鯰（Neosilurus mollespiculum）
- 新幾內亞新鰻鯰（Neosilurus novaeguineae）
- 擬刺新鰻鯰（Neosilurus pseudospinosus）

### 異味鰻鯰屬（Oloplotosus）
- 土黃異味鰻鯰（Oloplotosus luteus）
- 瑪麗氏異味鰻鯰（Oloplotosus mariae）
- 托羅異味鰻鯰（Oloplotosus torobo）

### 副鰻鯰屬（Paraplotosus）
- 白唇副鰻鯰（Paraplotosus albilabris）
- 澳洲副鰻鯰（Paraplotosus butleri）
- 米勒副鰻鯰（Paraplotosus muelleri）

### 鰻鯰屬（Plotosus）
- 短鰻鯰（Plotosus abbreviatus）
- 印度洋鰻鯰（Plotosus canius）
- 馬達加斯加鰻鯰（Plotosus fisadoha）
- 日本鰻鯰（Plotosus japonicus）
- 緣邊鰻鯰（Plotosus limbatus）
- 線紋鰻鯰（Plotosus lineatus）
- 越南鰻鯰（Plotosus nhatrangensis）
- 長鬚鰻鯰（Plotosus nkunga）
- 巴布亞鰻鯰（Plotosus papuensis）

### 孔唇鰻鯰屬（Porochilus）
- 銀色孔唇鰻鯰（Porochilus argenteus）
- 新幾內亞孔唇鰻鯰（Porochilus meraukensis）
- 奧氏孔唇鰻鯰（Porochilus obbesi）
- 倫氏孔唇鰻鯰（Porochilus rendahli）

### 澳洲鰻鯰屬（Tandanus）
- 紫色澳洲鰻鯰（Tandanus bostocki）
- 澳洲鰻鯰（Tandanus tandanus）